# نشان آریامهر
نشان آریامهر یکی از نشان های افتخار ایران در دوران سلطنت پهلوی است.

## طراحی
این نشان که دارای طراحی خورشیدی شکل است در مرکز به دایره‌ای با مینای سرمه‌ای رنگ ختم می‌شود که تاج پهلوی به رنگ طلایی در مرکز این دایره قرار گرفته است. شانزده شعاع  بزرگ به‌صورت مرکزگرا در اطراف دایره مرکزی قرار گرفته و شعاع های کوچک تری در بین شعاع های اصلی دیده می شود. مجموع این طراحی، شکلی شبیه به خورشید به این نشان می‌دهد که یادآور عنوان آن «آریامهر» به معنی "خورشید سرزمین" یا "قوم آریا" است.

## کاربرد
این نشان به افتخار مجلس شورای ملی ایران و به مناسبت تفویض لقب آریامهر به محمدرضا پهلوی ایجاد شد. این نشان که یکی از نشانهای خانواده سلطنتی بود به بانوان خانواده سلطنتی نیز داده شد. نشان آریامهر دارای دو درجه بود. 
نشان درجه یک به شهبانو و نشان درجه دو آریامهر به دختران شاه اعطا می‌شد.
این نشان با وقوع انقلاب ۱۳۵۷ در ایران اعتبار خود را از دست داد و لغو اعتبار شد.